# 九英里 (印第安納州)
九英里（英語：Nine Mile）是位於美國印地安納州艾倫縣的一個非建制地區。該地的面積和人口皆未知。

## 地理
九英里的座標為40°58′30″N 85°13′30″W / 40.97500°N 85.22500°W，而該地的平均海拔高度為242米（即794英尺）。